# SEAT Salsa
El SEAT Salsa es un prototipo de automóvil presentado en el Salón del Automóvil de Ginebra de 2000 por el fabricante español SEAT, esta primera unidad era de color gris plata, ese mismo año en el Salón del Automóvil de París apareció otro concepto en versión todoterreno denominado Salsa Emoción. Un tercer prototipo se presentaría en el Salón del Automóvil de Madrid de 2002, era una evolución del primer modelo presentado esta unidad estaba pintado en color rojo, y por último hubo un desarrollo de SEAT Sport de tipo competición, denominado Salsa Cupra Racer, con la carrocería en color amarillo, incorporándole un alerón trasero y una toma de aire en el capó entre otras modificaciones de vehículos de carreras. Fue el primer prototipo diseñado por Walter da Silva desde su llegada a SEAT.

## SEAT Salsa
El SEAT Salsa es un hatchback de tres puertas y 4 plazas equipado con tracción a las cuatro ruedas y un motor gasolina V6 de 250 CV de potencia. En su diseño se destaca el portón trasero, que se abre en dos partes. Tiene un sistema multimedia que se adapta al modo de conducción y al ambiente dentro del habitáculo.
Fue el primer SEAT que incorporó la "línea dinámica", un pliegue que comienza en los faros, desciende por el lateral del vehículo y se funde con el paso de la rueda trasera. Esta línea se utilizaría posteriormente en automóviles de producción como el Altea, el León II y el Toledo III.

## SEAT Salsa Emoción
El SEAT Salsa Emoción es un rediseño y la versión todoterreno del SEAT Salsa, aunque la marca lo define como un MDC (Multi Driving Concept). Fue presentado en el Salón del Automóvil de París en 2000. Al igual que su antecesor, presenta sistemas multimedia para adaptar su modo de conducción, ya sea deportiva, urbana o de campo.
Es otro paso de SEAT para demostrar la gama que quería construir en el futuro, también va equipado con un motor V6 de 2.8 litros con tracción a las cuatro ruedas procedente de Audi.

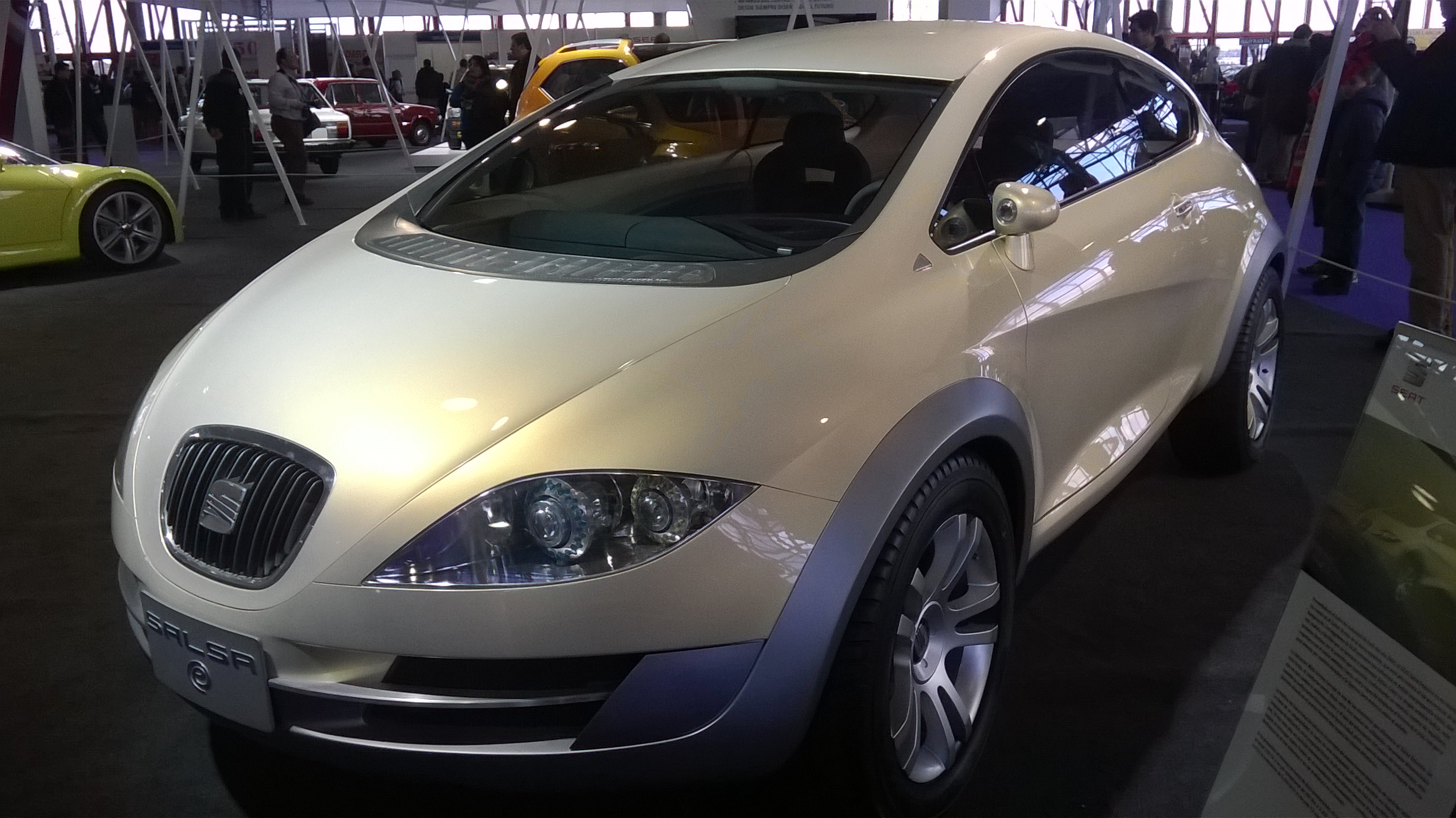
SEAT Salsa Emoción frontral
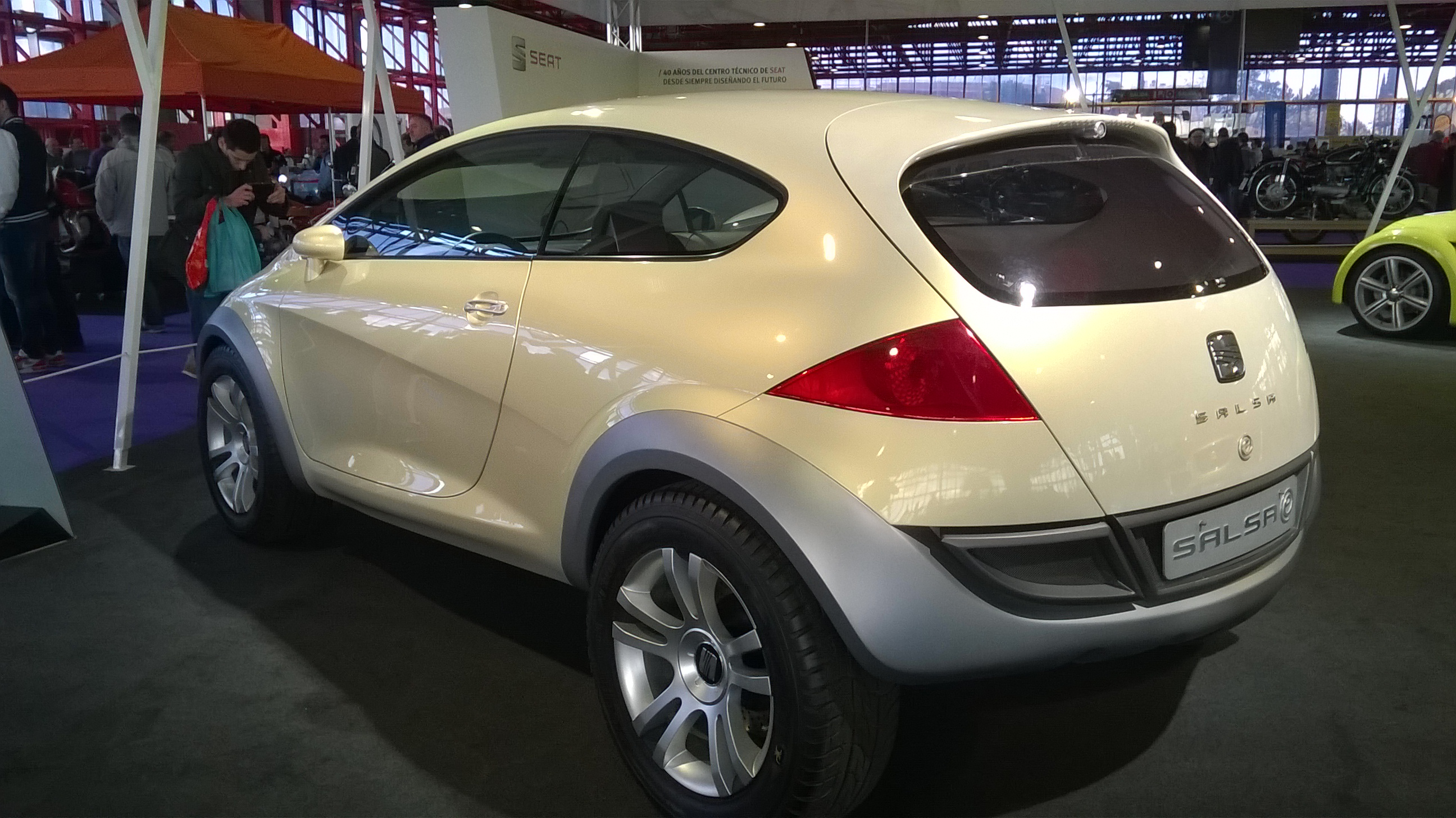
SEAT Salsa Emoción frontral vista posterior